# 南條道昌
南條 道昌（なんじょう みちまさ、1939年 - 2010年）は、都市計画家、都市プロデューサー。

## 略歴
1962年、東京大学工学部建築学科卒業。1964年、同大学院修士課程、1967年、博士課程修了。1967年、株式会社都市計画設計研究所設立。
筑波研究学園都市や日本万国博覧会の会場基本計画や一連の諸計画、日本万国博覧会記念公園、花と緑の博覧会政府苑や世界都市博覧会の基本計画・設計、沖縄国際海洋博覧会会場基本計画・基本設計・全体調整、千葉モノレール県庁前駅舎基本計画などのイベント及び都市計画・施設設計に携わる。浜名湖花博で会場計画プロデューサーとしてかかわり、Good Design Award受賞ほか。平成22年度第1回さいたま市庁舎整備検討委員会副委員長、茨城県まちづくり人材バンク登録者、街なか再生事業「キーマンセミナー'99in浜松」WSリーダー、都市環境デザイン会議監査役、公共建築協会シビックコア・アドバイザー、福知山駅周辺の土地利用を官民一体で考える福知山駅周辺土地利用計画策定委員会委員長などを歴任。

## 著作
- 東京オリンピック大会, 札幌冬季オリンピック大会, 大阪万国博覧会／南條道昌, 近代日本都市計画史／高山英華×磯崎新『都市住宅7604』、鹿島出版会 ,1976
- 「都市観光とまちづくり」『都市問題』第95巻9号、2004年9月
- 『都市計画』v268, 2007年8月
- 『都市計画』v171, 1991年9月
- 『都市計画』v254, 2005年4月*「Big events can do more than infrastructure making for city planning and regional development 」City planning review 54(2), 011-015, 2005-04-25
- 「都市観光とまちづくり (特集 観光立国時代における自治体) 」The Journal of the Tokyo Institute for Municipal Research 95(9), 29-37, 2004-09
- 「都市観光まちづくりのすすめ (特集 地域資源の再生と創造) 」区画整理 46(11), 27-35, 2003-11
- 建築資料研究社「日本の都市環境デザイン１・北海道・東北・関東編/都市環境デザイン会議編」
- 都市計画とまちづくりの間をつなぐ (特集 美しく快適な地域づくりに向けて-人の暮らしを重視したまちづくり手法) 『月刊建設』 Vol.46 2002年1月号 美しく快適な地域づくりに向けて
- MCM建設月報」1994.1.
- 「公園緑地 VOL.65」第3号 -平成16年9月-（通巻331号）
- ランドスケープデザイン国際版 - 2006/03/25発売号 浜名湖の意味と思想を考える対談語り手＝南條道昌×栗生 明
- 第4回 東京シンポジウム記録集  公共の色彩を考える会 編 1987年10月
- 沖縄国際海洋博 / JAPAN INTERIOR DESIGN 1975年10月号 -
- 特定非営利活動法人日本都市計画家協会 - 会報第33号（2002年冬号）福島キャラバンの目指すもの
- 特定非営利活動法人日本都市計画家協会 - 会報_創刊準備号
- 新建築, 1989年1月号 横浜博覧会協会管理施設 都市計画設計研究所／南條道昌
- 新建築, 1995年5月号 世界都市博覧会-東京フロンティア 南條道昌氏に聞く
- 新建築, 1975年9月号 沖繩国際海洋博覧会 会場全体計画図 沖繩海洋博の意味するもの
- 国際コンベンション都市への条件-サミット開催を素材として (特集 都市(地域)政策から見た九州・沖縄サミット) 『URC都市科学』 46, 20-26, 2000-12
- 「まちのみち」キャンペーン′97の主題 (特集 街路整備への理解を得るために) 『都市と交通』 (45), 5-6, 1998-07
- 市民主体のまちづくりと都市計画家の役割 (特集 都市防災-防災シンポジウム報告) 『新都市』 51(1), 38-42, 1997-01
- おらが町のドームコンペ現象(建築界の動向と展望) 『建築雑誌. 建築年報 1995』, 38, 1995-09-20
- 建築と都市の狭間の50年(<特集>戦後建築をつくった人々 : 人とその逸話で歴史の行間を照らし出す)、Journal of architecture and building science 110(1376), 24, 1995-08-20
- 土地の記憶と都市計画の手法(<特集>"土地の記憶"を問い直す : 家相・方位・風水・地霊) Journal of architecture and building science 108(1347), 44-45, 1993-09-20
- 広場の文化の欠落(東京の失敗)(<特集>東京 : 住める都市への条件) Journal of architecture and building science 108(1341), 60, 1993-04-20
- 核都市研究--自由時間都市を目指して-6-核都市は何をすべきか 『地域開発』 (269), p31-37, 1987-02
- タウンセンターの形成方策と建設プログラム (我が国の大都市圏におけるニュータウン開発<特集>) City planning review (129), p54-62, 1983-12
- 都市活動の活性化と中心地づくり (自立都市へ向けて4) (主集 筑波研究学園都市) Journal of architecture and building science 95(1165), 32-34, 1980-05-20
- SD 9611 スペースデザイン №386
- 沖縄海洋博の会場計画及び諸種設計 (沖縄国際海洋博覧会<特集>) 『港湾』 52(5), p17-20, 1975-05
- マスタープラン -会場計画の概要とその具体化の経緯について (沖縄海洋博まで<特集>) SD (132), p16-23, 1975-08
- What Introduces Reality to Urban Design. Journal of architecture and building science 82(980), 247-251, 1967-04-20
- For the Development of Urban Design; its Historical Aspect and its Future(Town Planning, Building Economy, Disaster Prevention) 『日本建築学会論文報告集』 (103), 454, 1964-10-15
- 『つくば30年 101人の証言 つくば実験／情熱劇場』常陽新聞新社出版局
- 都市観光でまちづくり 凸版印刷株式会社・財団法人日本交通公社 2003.10.10発行 ISBN 4-7615-2319-0